# Saint-Émiland
Saint-Émiland este o comună în departamentul Saône-et-Loire, Franța. În 2009 avea o populație de 322 de locuitori.

## Evoluția populației
| An        | 1975 | 1982 | 1990 | 1999 | 2006 | 2009 |
| --------- | ---- | ---- | ---- | ---- | ---- | ---- |
| Populație | 393  | 340  | 299  | 319  | 300  | 322  |